# Megamelus proserpinoides
Megamelus proserpinoides är en insektsart som beskrevs av Frederick Arthur Godfrey Muir 1917. Megamelus proserpinoides ingår i släktet Megamelus och familjen sporrstritar. Inga underarter finns listade i Catalogue of Life.